# Kate Carew
Mary Williams, más conocida por su seudónimo de Kate Carew, (Oakland, 27 de junio de 1869-Monterrey, 11 de febrero de 1961) fue una caricaturista y periodista estadounidense que se caracterizó por realizar entrevistas ilustradas a celebridades en el New York World. Fue reconocida por ser «la única mujer caricaturista» de su época.

## Trayectoria
Su padre fue un ingeniero minero que trabajó en diferentes minas del condado, por lo que Williams pasó su infancia bajo el cuidado de sus abuelos maternos y paternos. Fue hermana de Gluyas Williams, también caricaturista que trabajó para The New Yorker y The Boston Globe.
Comenzó su formación artística en la San Francisco School of Art and Design, bajo la dirección del pintor Arthur Frank Mathews. En 1981 recibió la Special Medal for Excellence in Painting, luego su trabajo fue expuesto y premiado en la California State Fair y en 1893 en la Exposición Mundial Colombina en Chicago. 
Williams estuvo casada con Seymour Chapin Davison y quedó viuda en 1897. Se dedicó a impartir clases de arte y uno de sus alumnos fue el escritor y periodista Ambrose Bierce, editor y columnista en The San Francisco Examiner, quien le contrató como ilustradora de retratos, formando parte del equipo de 17 ilustradores del periódico.
En 1899, Williams se mudó a Nueva York donde estableció su residencia y estudio. Mostró su trabajo al periodista Joseph Pulitzer y fue contratada para publicar sus caricaturas y entrevistas de celebridades bajo el seudónimo de «Kate Carew» para Sunday World y Evening World, divisiones del New York World, con frecuencia semanal y a página completa.
Entre 1900 y 1913, trabajó en Londres para The Patrician y para la revista Tatler en la que además de ser caricaturista escribió críticas de teatro. El 21 de octubre de 1900 se publicó su entrevista a Mark Twain, titulada Mark Twain's impressions of America.
En 1901 se casó con el periodista Harrie Kellett Chambers. Desde 1902 a 1905, publicó a color en la edición dominical del New York World, la tira de prensa The Angel Child, cuyo personaje era una niña independiente que expresaba su opinión entre otros temas, sobre el sufragio femenino, las travesuras infantiles y el entorno de la vida en la ciudad de Nueva York a principios del siglo XX. En septiembre de 1910 nació su hijo, Colin Chambers, y en ese mismo año, se publicó su entrevista a los hermanos Wright, pioneros en la aviación estadounidense. En marzo de 1912 se divorció por las infidelidades de Chambers con la escritora mexicana María Cristina Mena, de nacimiento, Margarita Fernández.
Williams fue enviada a Europa para publicar la serie Kate Carew Abroad. Viajó a Londres y París para entrevistar a artistas, escritores, científicos y otros personajes famosos, como Sarah Bernhardt, Theda Bara, Edmond Rostand, John Galsworthy, George Moore, Émile Zola, Bret Harte y Guillermo Marconi. El 16 de abril de 1911, dedicó una de sus entrevistas ilustradas a la artista de circo del Ringling Brothers and Barnum & Bailey Circus y «la mujer más fuerte del mundo», Katharina Brumbach, titulada Barnum and Bailey’s Strong Woman Tells Kate Carew. Fue una de las personas con las que se reunió 'Abdu'l-Bahá, líder del Bahaísmo, durante su visita a Estados Unidos, y el 5 de mayo de 1912, se publicó la entrevista titulada Abdul Baha talks to Kate Carew of things spiritual and mundane. En 1913 entrevistó en París al pintor español, Pablo Picasso en la casa de la escritora y poeta estadounidense, Gertrude Stein que tituló, Kate Carew Gazes her ecstatic fill on a postcubist (en español, Kate Carew llega al éxtasis con un postcubista).
Williams vivió en Europa hasta el inicio de la Primera Guerra Mundial. En diciembre de 1913 a causa de una enfermedad grave regresó a los Estados Unidos después de una cirugía. Luego, mientras realizaba entrevistas en Hollywood para el London Strand, conoció a John A. Reed, con quien se casó en 1916. En 1917 la pareja se mudó a Carmel-by-the-Sea en California. Realizó una exhibición individual en el Hotel Del Monte de Monterrey con más de dos docenas de caricaturas, incluidas las de Woodrow Wilson, Mark Twain y Ethel Barrymore. A principios de la década de 1920, cuando una grave lesión en la muñeca limitó temporalmente su carrera, dejó de trabajar para periódicos y revistas, y vivió principalmente en Guernsey, en Francia.
En su etapa de ilustradora, Williams llamó a sus dibujos carew cactures, y algunas de sus ilustraciones estaban firmadas con las iniciales de su seudónimo, K.C. Sus dibujos se caracterizaron por mostrar detalladamente a sus entrevistados y sus autorretratos la reflejaban como una mujer inocente e ingenua. Escribió alrededor de 500 artículos para diferentes periódicos y revistas de Nueva York y Londres.
Luego, se dedicó a la pintura de paisajes y se convirtió en miembro de The Carmel Arts and Crafts Club, expuso en el Salón de París en 1924 y 1928, en la última fecha mostró Farm at Hyeres. Con el inicio de la Segunda Guerra Mundial, y debido al ataque de los alemanes a Guernsey, Williams y Reed, regresaron en 1938 a California. Reed, murió en junio de 1941 en un sanatorio de St. Helena. 
Williams regresó a Monterrey en 1943, compró la antigua casa de la pintora Lucy Valentine Pierce y se dedicó a pintar paisajes marinos. Murió en 1961, a la edad de 91 años en una casa de reposo de Pacific Grove, a causa de un cáncer y está enterrada en el Mountain View Cemetery de Oakland.

## Reconocimientos
En 2014 se estrenó el documental de 60 minutos y un proyecto digital multiplataforma, Rediscovering Kate Carew, del director Barnard Jaffier y la actriz Lauren Dougherty como Williams, que retrata su vida y su lucha por hacerse un lugar en el círculo periodístico del siglo XIX y XX dominado por hombres.

## Galería

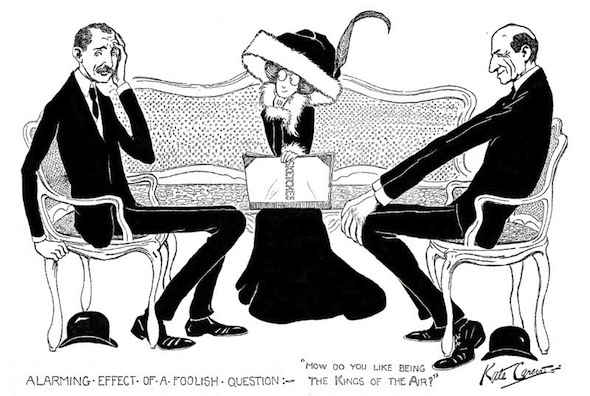
The Wright Brothers and Kate Carew (c.1912)
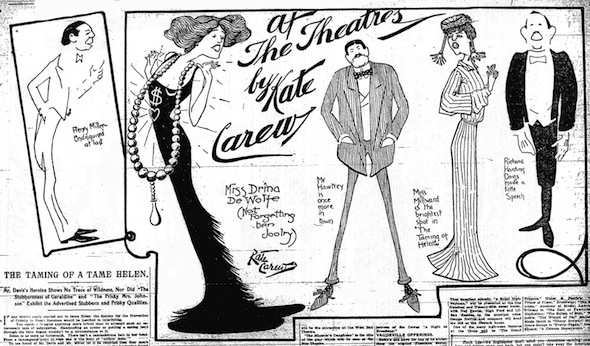
At the Theatre  (1910)
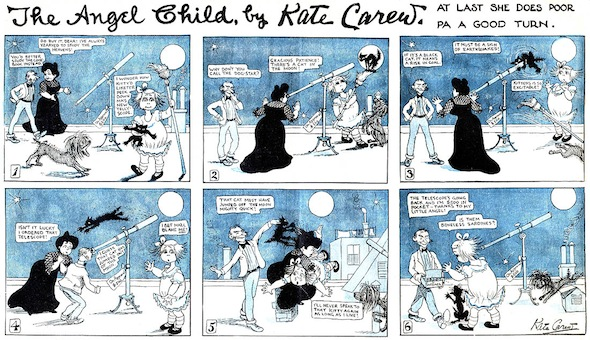
Angel Child (1902-1905)
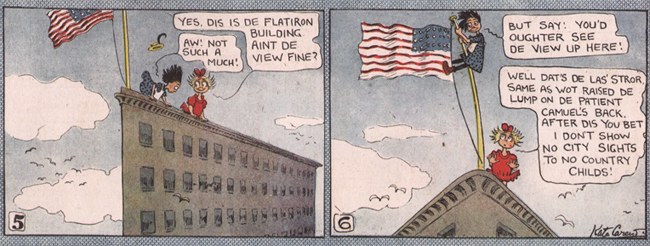
Angel Child (1902-1905)
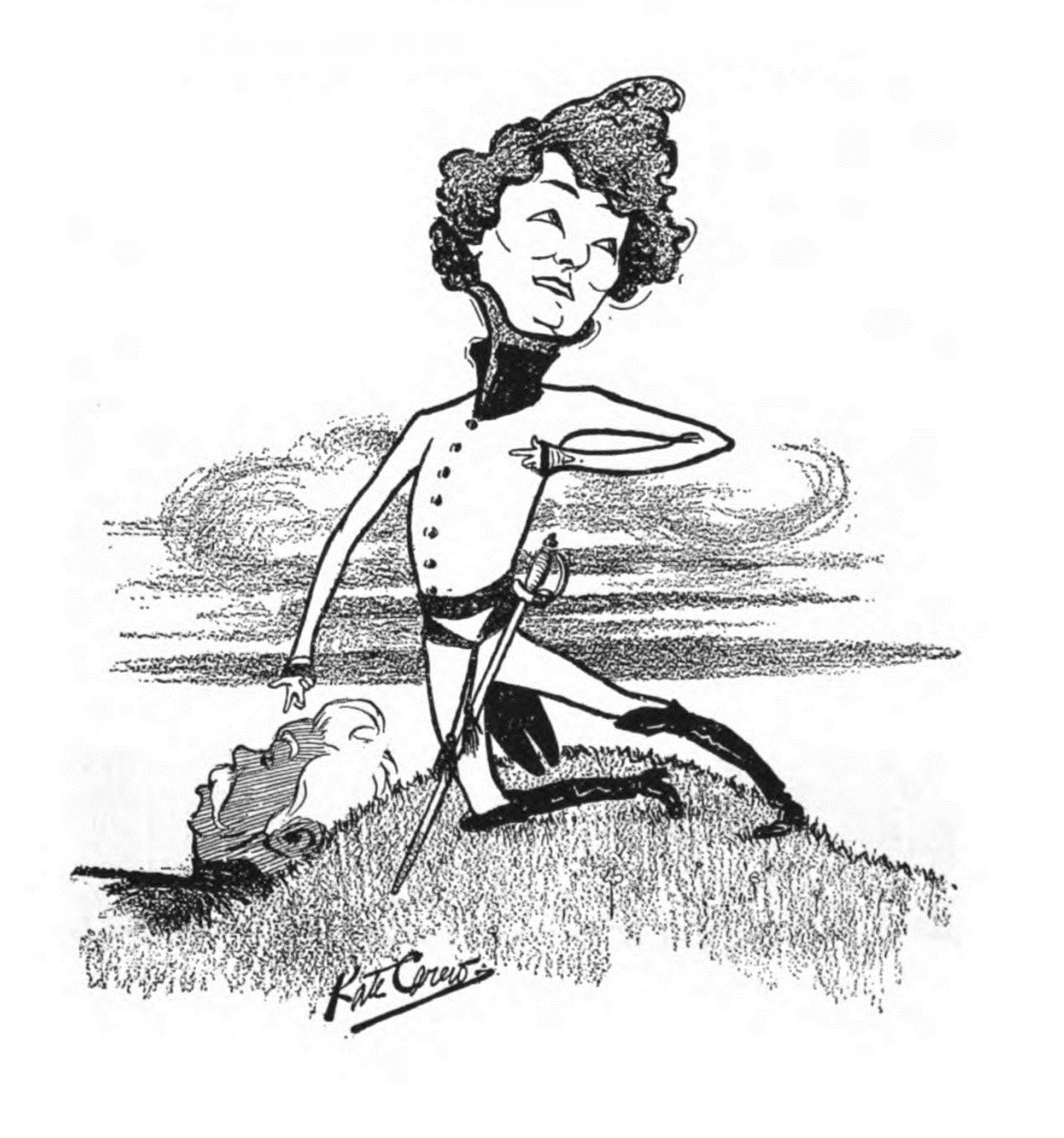
Drawing
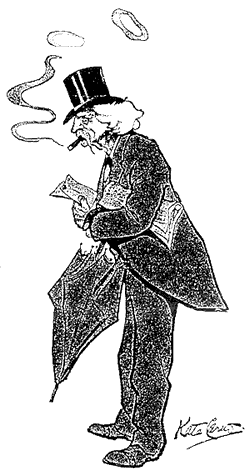
Mark Twain
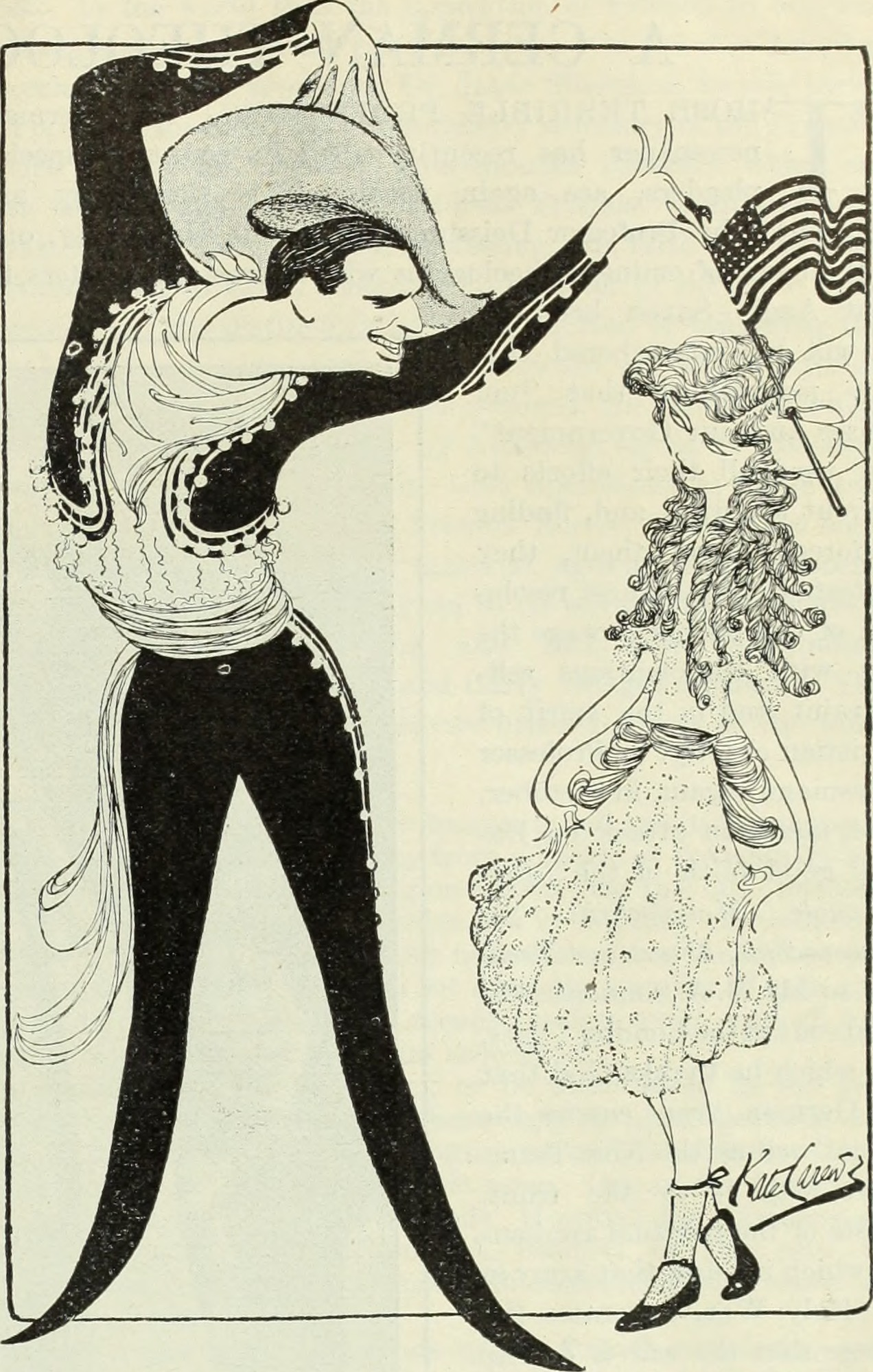
Douglas Fairbanks and Mary Pickford
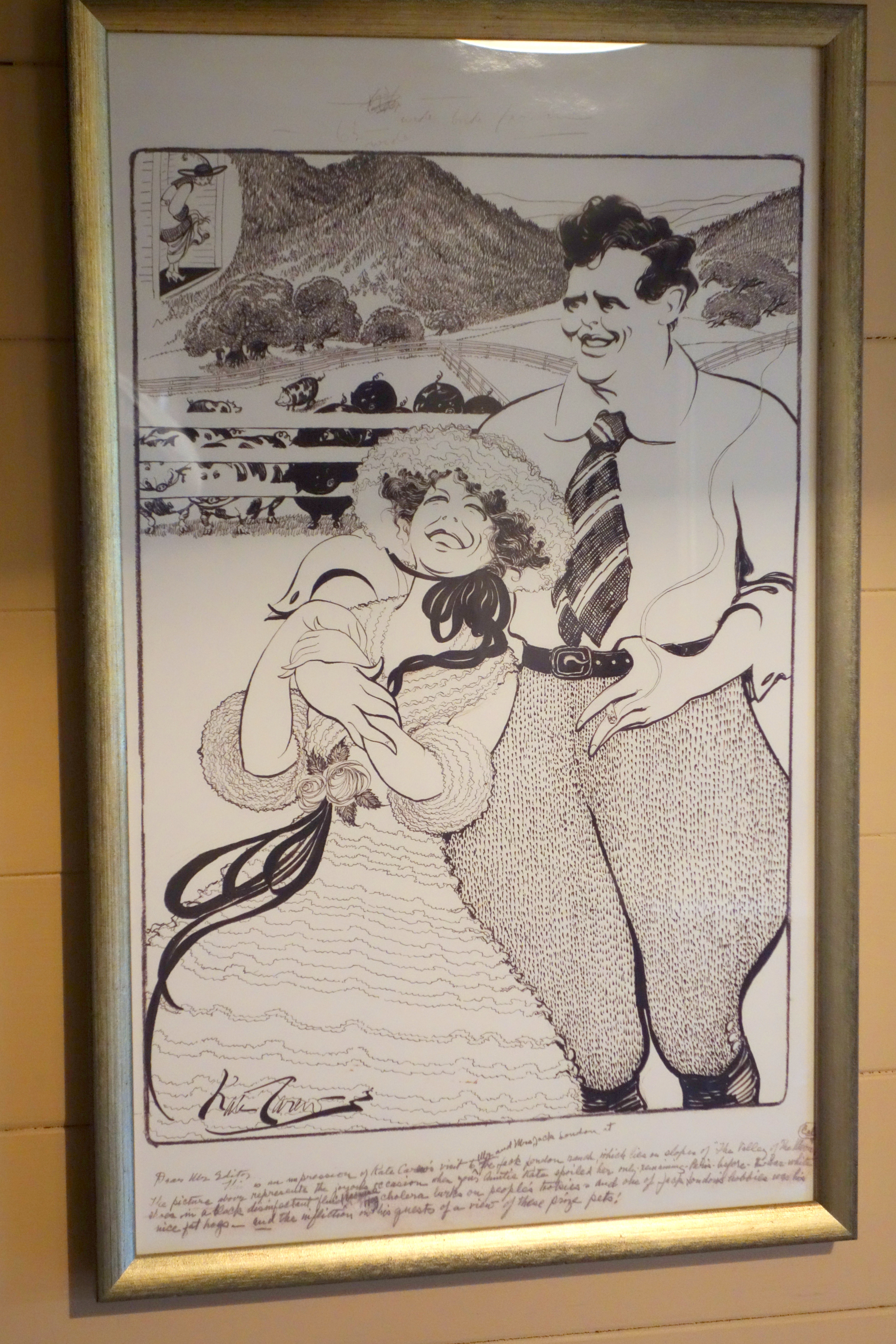
Kate Carew's visit to Mr. and Mrs. Jack London